# Manta Manta
Manta Manta ist eine deutsche Actionkomödie aus dem Jahr 1991. Die Produzenten Bernd Eichinger, Peter Zenk und Martin Moszkowicz realisierten sie mit der Constantin Film, die Regie führte Wolfgang Büld. Schauspieler wie Til Schweiger, Tina Ruland und Michael Kessler begannen mit diesem Film ihre Karrieren. Er hatte nach seinem Start am 3. Oktober 1991 etwa 1,2 Millionen Kinobesucher, womit er es nicht in die Top 20 des Kinojahres schaffte. Bei seiner Erstausstrahlung auf RTL 1993 erzielte er mit 11,48 Millionen Zuschauern einen Rekord.
Vier Wochen vor dem Kinostart von Manta Manta kam Manta – Der Film in die deutschen Kinos, der ebenfalls auf komödiantische Weise den Opel Manta thematisiert. Beide Filme erschienen im Zusammenhang mit den in den frühen 1990er Jahren sehr beliebten  Mantawitzen.
Über 30 Jahre später, im März 2023, wurde der Nachfolger Manta Manta – Zwoter Teil veröffentlicht.

## Handlung
Bertie ist stolzer Besitzer eines getunten Mantas mit Mattig-Breitbau. Mit seinen Kumpels Gerd, Hakan und Klausi teilt er die Leidenschaft für den Manta und auch für das dazugehörige Tuning. Als die vier mit einigen anderen Manta-Kollegen unterwegs sind, legt sich Bertie auf einer vierspurigen Straße mit einem GTI-Fahrer an. Um für das Rennen freie Bahn zu schaffen, blockieren die restlichen Mantas den Verkehr hinter Bertie und seinem Gegner. Sehr zum Unmut von Axel, einem Yuppie und Mercedesfahrer, der es eilig hat. Provoziert von den Mantas, überholt Axel wütend einen Manta nach dem anderen, um sich dem Rennen anzuschließen. Währenddessen kann Bertie aber das Duell gegen den GTI mit einem hochriskanten Fahrmanöver vor einer Baustelle knapp für sich entscheiden. Am Treffpunkt, ihrem Stamm-Imbiss, macht sich Bertie über den geschlagenen GTI-Fahrer lustig. Während der beleidigt abzieht, trifft der wütende Axel ein und macht seinem Ärger über die Manta-Fahrer Luft. Schnell steht fest, dass die Streitigkeiten bei einem Rennen zwischen Axel und Bertie ausgetragen werden sollen. Dabei setzt Bertie das Geld aufs Spiel, das er und seine Freundin Uschi für ihre erste gemeinsame Wohnung angespart hatten. Gerd und Uschi versuchen, Bertie davon abzuhalten, da der Manta (mit 150 PS laut Aussage von Gerd) dem Mercedes 190E von Axel (laut seiner Aussage ein „16 Ventiler“ mit mindestens 185 PS) von der Motorleistung deutlich unterlegen ist. Jedoch entschließt sich Bertie trotzdem dazu, das Rennen gegen Axel zu fahren. Während Gerd weiter zu ihm hält, ist Uschi von den Plänen wenig begeistert. Als Uschi am nächsten Morgen verschläft und Bertie sie zur Arbeit fahren soll, kommt es zum Streit, da Bertie vorher noch den Manta waschen will. Genervt nimmt Uschi den Weg zur Arbeit selbst in die Hand und trifft dabei auf Helmut, einen Disco-Betreiber und Ferrari-328-GTS-Fahrer. Er bietet ihr an, sie zur Arbeit zu fahren, und lädt sie zu einer Misswahl in seine Disco ein. Um Bertie eifersüchtig zu machen, lässt sich Uschi auf das Angebot ein.

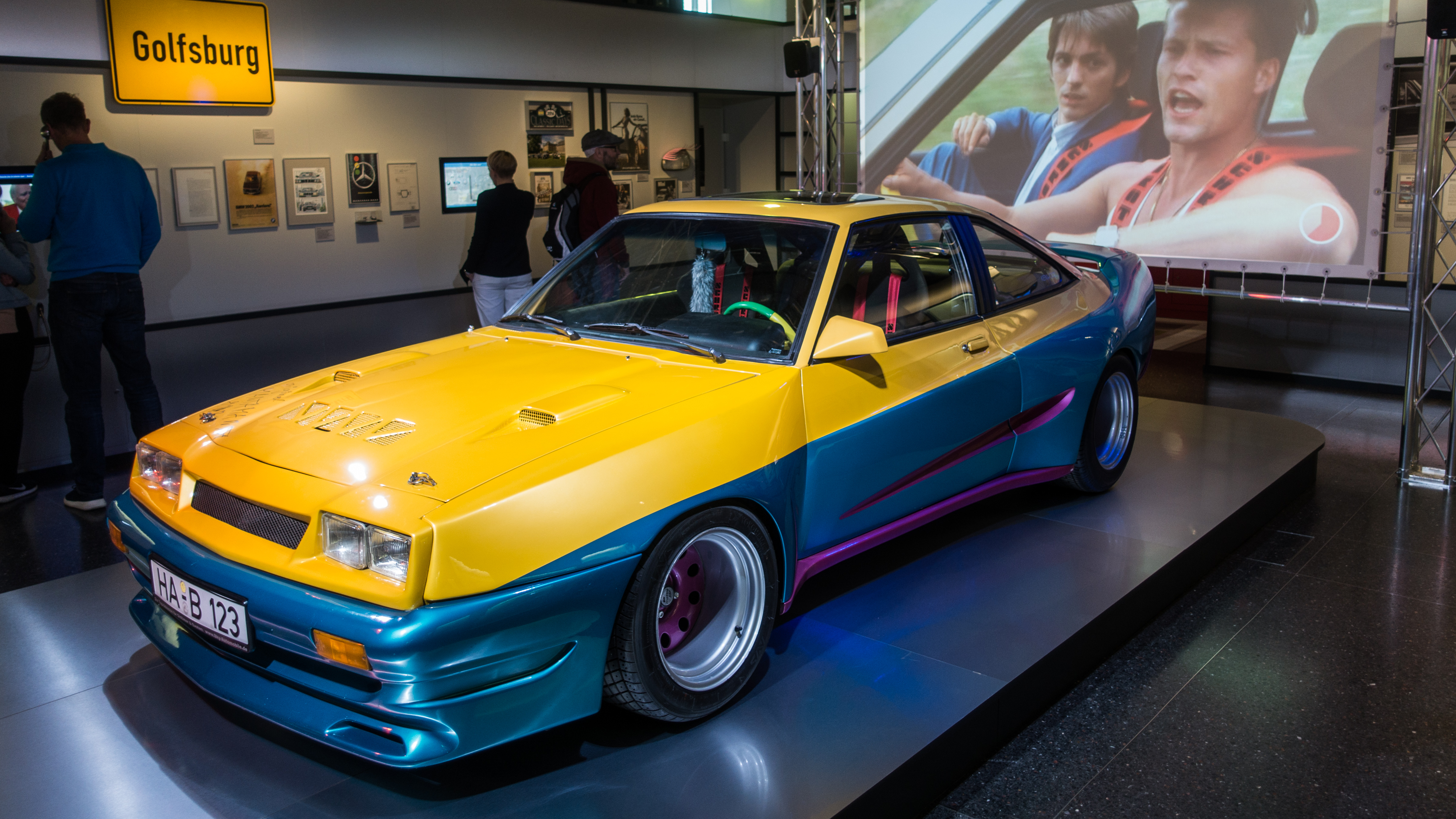
Opel Manta B aus dem Film „Manta Manta“ im Haus der Geschichte in Bonn

Auch Berties Freundschaft zu Gerd bekommt einen herben Dämpfer, als herauskommt, dass Gerd heimlich an der Abendschule das Abitur nachgeholt hat. Unterdessen hat Klausi, der tollpatschige Klischee-Mantafahrer mit wenig Glück bei den Frauen, Geburtstag. Als Gerd ihm als Geburtstagsgeschenk für einen Tag seinen Manta überlässt, schafft es Klausi, bei Angie zu landen, die als Kassiererin an einer Tankstelle arbeitet. Was Klausi jedoch nicht weiß: Angie wurde von Hakan engagiert, damit auch Klausi einmal eine Chance bei einer Frau bekommt. Klausi holt Angie wenig später mit Gerds Manta zum Baden ab. Auf dem Weg dorthin hält Klausi an einer Eisdiele, wo sich zufällig zur gleichen Zeit auch Uschi und ihre beste Freundin Sabine mit Helmut treffen. Beim Ausparken fährt Klausi versehentlich Helmut an, der daraufhin mit dem Gesicht in den Eisbechern der Damen landet. Helmut will Klausi zur Rede stellen und es kommt zur Verfolgungsjagd zwischen Helmut im Ferrari und Klausi im Manta, die damit endet, dass Klausi und Angie mit Gerds Manta im Baggersee landen. Dank Hakans Hilfe kann der Wagen allerdings aus dem See geborgen und wieder in einen fahrbereiten Zustand gebracht werden, ohne dass Gerd später etwas bemerkt.
Derweil ist Bertie zusammen mit Gerd auf dem Weg zum Fußball im Westfalenstadion, da für Borussia Dortmund ein Heimspiel gegen den FC Bayern München ansteht. Um Berties Vater einen Gefallen zu tun, müssen sie jedoch vorher noch dessen Brieftauben bei einer Ausstellung abliefern. Dort flirtet Gerd mit der Radio-Praktikantin Florentine, wobei er von Bertie gestört wird, der unbedingt pünktlich zum Anstoß im Stadion sein will. Auf der Fahrt dorthin ist Gerd sichtlich verärgert über die vergebene Chance bei Florentine. Unterwegs zum Stadion kommt es zu Sticheleien zwischen den Dortmund-Fans Bertie und Gerd und vier FC-Bayern-Fans in einem 3er BMW. Als Bertie trotz Gerds Warnung versucht, die FC-Bayern-Fans im BMW bei einem Ampelrennen zu schlagen, erleidet der Manta einen Motorschaden. Auf Gerds Initiative schieben sie den Manta zu Gerds Lehrwerkstatt, wo sie in einer Nachtschicht den defekten Motor gegen einen 270-PS-Motor aus einem Renntourenwagen tauschen. Nach getaner Arbeit fahren Bertie und Gerd zur Disco, wo sie auf Uschi treffen, die mit ihrer Freundin an der Misswahl teilnehmen möchte, zu der sie Helmut eingeladen hatte. Schnell zeichnet sich ab, dass Helmut an Uschi interessiert ist. Unbemerkt von ihr schlägt Helmut Bertie in einer dunklen Ecke nieder und begibt sich danach mit Uschi in die Disco. Bertie und Gerd fahren zu ihrem Stamm-Imbiss, wo Bertie sich aus Frust über Uschis Verhalten betrinkt, obwohl er noch das Rennen gegen Axel fahren will. Nachdem im lokalen Radiosender auch noch die üblichen Mantawitze erzählt werden, rastet Bertie komplett aus und will zum Sender fahren, um den Moderator zu verprügeln. Als zur Überraschung aber auch Florentine in der Radiosendung zu hören ist, sieht Gerd seine Chance auf ein erneutes Treffen mit ihr. Gerd und Bertie fahren zum Radiosender, wobei Bertie als Beifahrer hemmungslos weiter trinkt. Die beiden dringen, getarnt als die beiden Musiker „Napalm Duo“, in das Sendestudio ein und es kommt aufgrund der Mantawitze zu einer Rangelei zwischen dem Chef-Moderator und Bertie, der mittlerweile vollkommen betrunken ist. Währenddessen versucht Gerd, Florentine näherzukommen. Als Konsequenz werden Bertie, Gerd und auch Florentine vom Pförtner des Radiosenders rausgeworfen. Auf dem anschließenden Weg zum Rennen kommen sich Gerd und Florentine näher, während Bertie auf dem Rücksitz schläft.
Zur selben Zeit kommt es in der Disco auch bei Klausi und Angie zum Streit, nachdem Klausi durch eine Andeutung von Hakan klar wird, dass dieser Angie für ihn engagiert hat. Klausi verschwindet aus der Disco und ist nicht mehr auffindbar. Gerd und Florentine machen auf dem Weg zum Rennen einen Zwischenstopp an der Disco und verlassen den Manta, wodurch Bertie ans Steuer gelangt und allein im Vollrausch zum Rennen fährt. Unterdessen gewinnt Uschi die Misswahl. Von ihrer Freundin, die als Arzthelferin Uschis Schwangerschaftstest durchgeführt hat, erfährt sie aber im selben Moment, dass sie schwanger ist. Gerd und Florentine suchen Uschi und machen ihr klar, dass Bertie volltrunken das Rennen fahren will. In Helmuts Ferrari macht sich Uschi auf den Weg, um Bertie zu stoppen. Im letzten Moment trifft sie beim Rennen ein und kann Bertie durch das Argument, dass er nun Vater wird, davon abhalten. Klausi, der sich zuvor heimlich ans Steuer gesetzt hat, fordert Axel auf, gegen ihn und Berties Manta anzutreten. Nachdem Klausi beim ersten Startversuch den Motor abwürgt, startet das Rennen beim zweiten Versuch und Axel erweist sich dabei als der deutlich bessere Fahrer. Jedoch kann Klausi dank des 270-PS-Motors im Manta zur Überraschung von Axel mit ihm mithalten. Während des Rennens trifft der wütende Helmut ein und wird gegenüber Uschi handgreiflich. Bertie schlägt ihn zu Boden, worauf die gesamte Gruppe Lokalverbot in Helmuts Disco erhält. Im selben Moment, in dem Helmut mit seinem Ferrari wutentbrannt davonfährt, biegen Klausi und Axel mit hoher Geschwindigkeit um die Kurve. Axel prallt dabei frontal auf Helmuts Ferrari, welcher wie eine Sprungschanze wirkt. Nach einem Sprung und einem Überschlag bleibt Axels Mercedes schwer beschädigt auf einer Wiese liegen, wobei Axel aber nahezu unverletzt bleibt. Als er seinen zerstörten Wagen sieht, fängt er an zu weinen.
Daraufhin sortiert sich die Gruppe. Uschi und Bertie versöhnen sich, Florentine und Gerd sind ein Paar und auch Klausi akzeptiert die von Hakan engagierte Angie als seine Freundin, da sie inzwischen tatsächlich Gefühle füreinander haben. Hakan wiederum kommt mit Uschis anfänglich schüchterner Freundin Sabine zusammen.

## Hintergrund

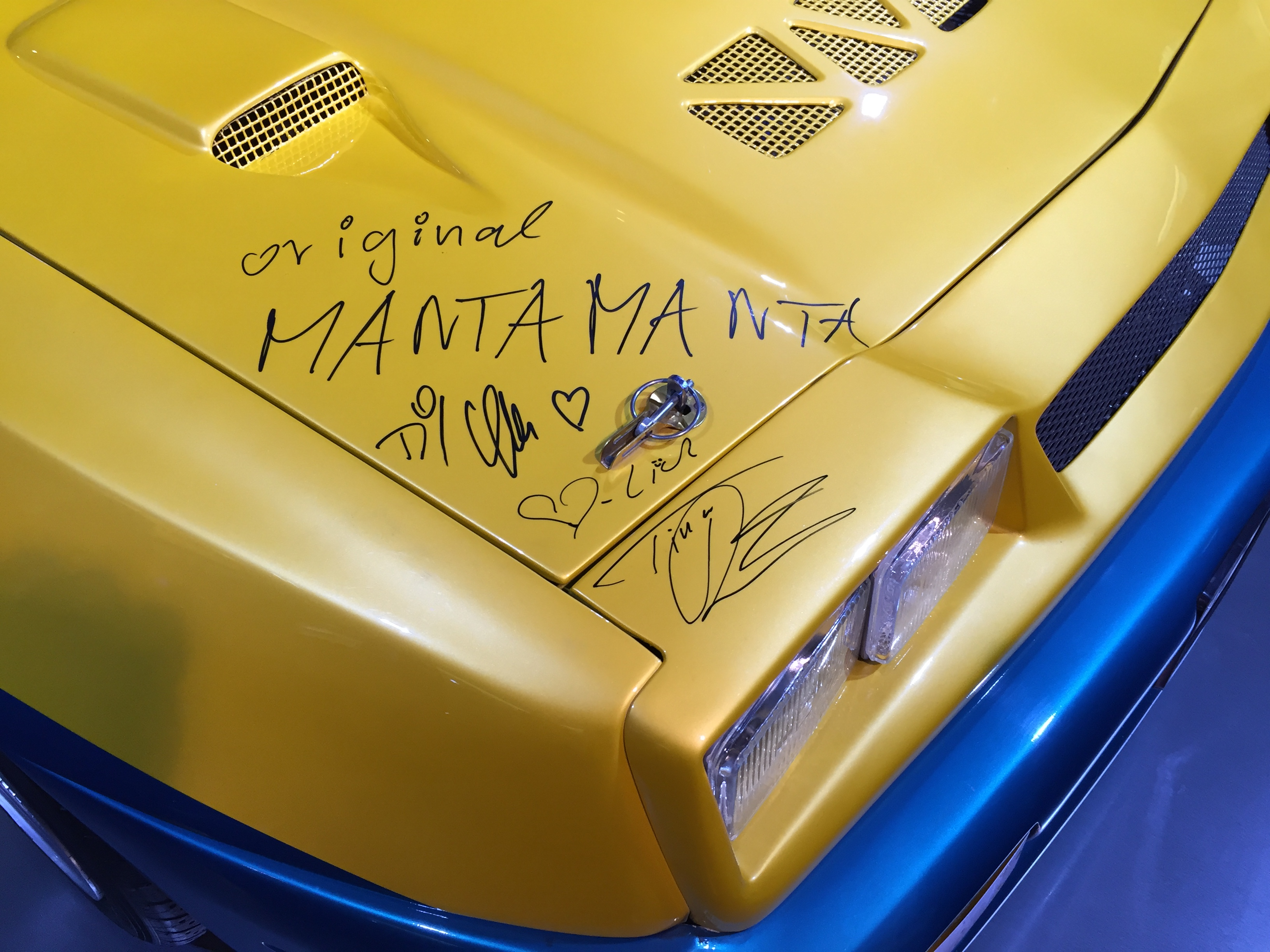
Autogramme von Tina Ruland und Til Schweiger auf der Motorhaube

Mit Til Schweiger, Martin Armknecht und Horst Scheel waren drei zu der Zeit aus der Lindenstraße bekannte Schauspieler vertreten. Für einige der jungen Schauspieler, darunter auch Schweiger, wurde der kommerzielle Erfolg von Manta Manta zum Sprungbrett für ihre weitere Karriere. In Michael Kesslers Fall war die Rolle so prägend, dass er in der Fernsehserie Pastewka in mehreren Episoden auf die Szene angesprochen wird, in der er in seine Stiefel uriniert.
Als eine Art Running Gag wird während des Films bei Radio 88 eine ganze Reihe von Mantawitzen erzählt. Die Studioszene bei Radio 88 wurde in den Räumen des Lokalsenders Radio Neandertal in Mettmann (bei Wuppertal) aufgenommen. Viele Filmsequenzen entstanden in Wuppertal, die Schulszenen wurden im dortigen Gymnasium Sedanstraße in Wuppertal-Barmen aufgenommen. Die Szenen rund um Berties Elternhaus wurden in Oberhausen, in der denkmalgeschützten Siedlung Eisenheim (u. a. Eisenheimer Str.) im Stadtteil Osterfeld und in der Siedlung Dunkelschlag (Zechenstraße) im Stadtteil Sterkrade, geschossen. Die Szenen zu Beginn (die Mantas gegen Axel) wurden in Dortmund in der Nähe der Technischen Universität, zwischen dem Nord- und Süd-Campus gedreht. Hierzu wurde die nie vollendete Ausbaustrecke, heute Universitätsstraße, genutzt. Kurz ist auch das Hochhaus der Universität zu sehen (Mathe-Tower) sowie das zum Zeitpunkt des Drehs im Bau befindliche Studentenwohnheim am Meitnerweg. Das mit zahlreichen Warnschildern ausgestattete Ende der Ausbaustrecke, eine scharfe Rechtskurve, an der zuerst Bertie, dann der GTI-Fahrer und schließlich Axel an einem liegen gebliebenen LKW vorbei fahren, ist der Übergang von der Universitätsstraße zur Baroper Straße. Dieser existiert mittlerweile nicht mehr, da eine neue Nord-Süd-Verbindung mit dem Namen Marie-Curie-Allee gebaut worden ist. Die Szene, in der Bertie mit dem Manta zunächst neben dem Citroën 2CV („Ente“) der Radiomoderatorin und später dann auf einen stehenden Autotransporter fährt, wurde in einem Gewerbegebiet in Witten (Wullener Feld, Liegnitzer Straße) gedreht.
Die Tankstellen-Szenen  wurden an der (heute nur noch als reine Waschanlage existierenden) Tankstelle an der Ronsdorfer Straße 67 in Düsseldorf gedreht.

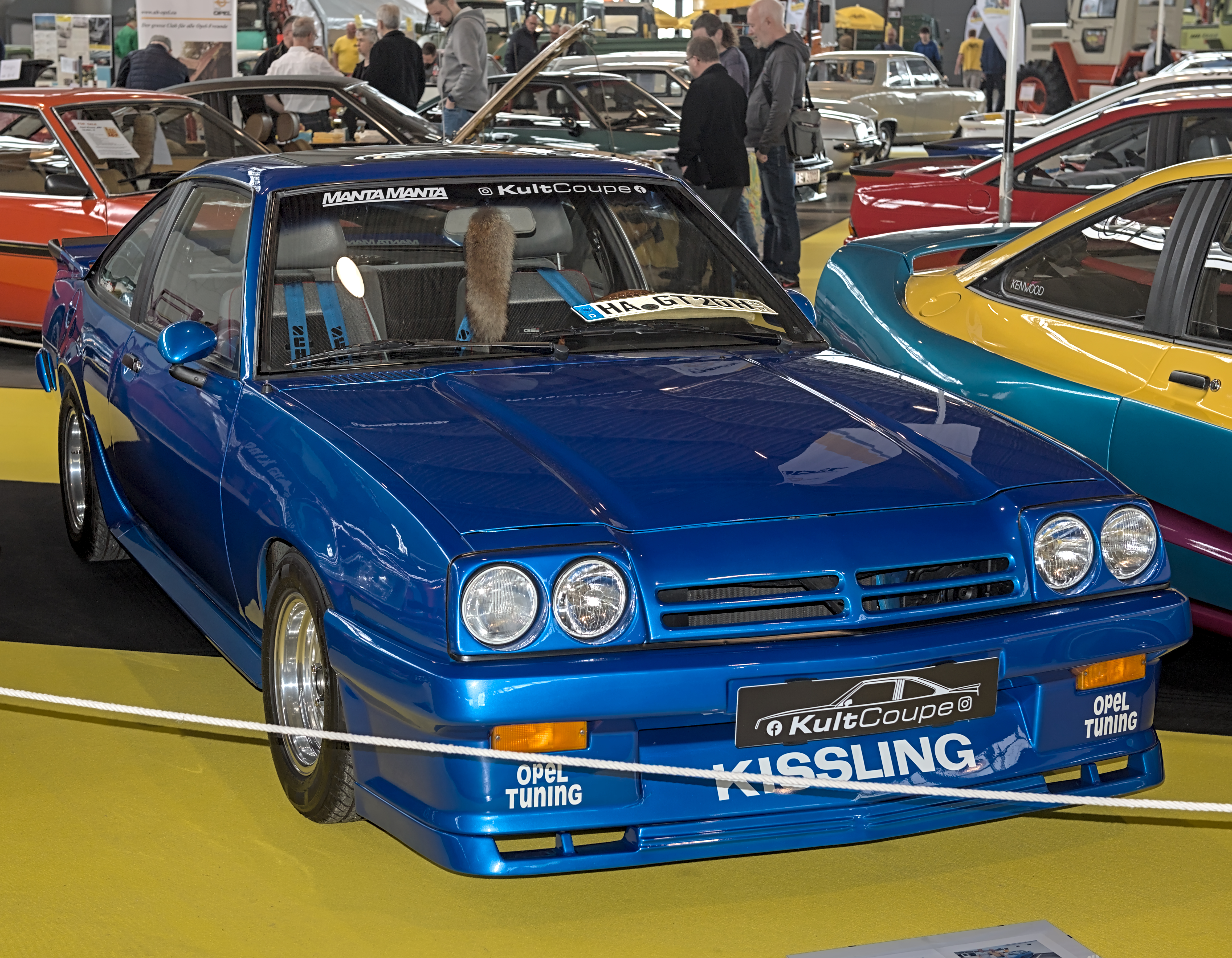
Gerds Manta auf den Retro Classics 2025

Das Titellied Manta! Manta! des Films wurde von Jörg Evers unter dem Pseudonym „Manni Ickx“ geschrieben. Der Titel Wir fahren Manta Manta, den man in der Verfolgungsszene mit Klausi in Gerds Manta und Helmut im Ferrari hört, stammt von der Berliner Punkband King Køng unter dem Pseudonym „Die Motoristen“. Am Ende des Films wird der Song Wind of Change angestimmt.
Im Film hat Berties Manta 150 PS, nicht 110 PS, wie es oft angenommen wird und eigentlich korrekt wäre. Dies wird in der Szene deutlich, in der Gerd und Bertie die Probefahrt mit dem frisch eingebauten 270-PS-Motor unternehmen. Dort weist Gerd Bertie darauf hin, dass er jetzt „120 PS mehr unter der Haube“ habe. Tatsächlich hatte das Filmfahrzeug rund 135 PS. Von März 2017 bis Januar 2018 war der Manta in einer Sonderausstellung im Bonner Haus der Geschichte zu sehen.
Die im Film gezeigten Fahrzeuge entsprechen mit ihren Umbauten dem typischen Fahrzeugtuning der späten 1980er und frühen 1990er Jahre, wobei mehrere namhafte Anbieter von Tuningteilen die Ausstattung der Fahrzeuge unterstützten. So wurde z. B. der Manta von Bertie mit einem Breitbau-Kit und Aufklebern von Mattig Karosseriebau versehen, während der Manta von Gerd mit Kissling Motorsport (Team 1977–2019) Zubehörteilen und Aufklebern ausgerüstet ist. Am Mercedes 190E von Axel sind Anbauteile von D&W aus Bochum verbaut, was das Kennzeichen „BO-DW 1“ unterstreicht. Bei dem BMW E36 der Bayern-Fans, mit denen sich Bertie das Ampelrennen liefert, handelt es sich um einen modifizierten 325i von Kelleners Sport.

## Kritik
Das Lexikon des internationalen Films urteilte: „Im Ruhrgebiet spielender, eng am Manta-Mythos orientierter Film, dem überzeugende Einfälle ebenso fehlen wie gedankliche Eigenständigkeit.“
Oliver Armknecht von film-rezensionen.de meinte im März 2023: Der Film „war einer von zwei Komödien, die 1991 von der Popularität von Mantafahrerwitzen profitieren wollte. Zwar wird nie ganz klar, wer sich hier über wen lustig macht. Der selbstironische Film fand aber sein Publikum, trotz spärlicher Action und schwacher Komik, und wurde zu einem Kult, der ein eindeutiges Produkt seiner Zeit ist.“
In einer DVD-Rezension wertete Frank Brenner: „Noch niveauloser als der Konkurrenzfilm Manta – Der Film, bleibt dies eine unzusammenhängende Aneinanderreihung von Mantawitzen. Ein knappes Dutzend davon werden überwiegend von einem Radio-DJ (Jockel Tschiersch) verbal in das Geschehen integriert. Doch nichtsdestotrotz ist dieser Streifen unterhaltsamer, weil er wesentlich pointierter, gagreicher und schneller inszeniert wurde. Das Tempo ist es dann auch, das die Handlung dominiert, die Figuren sind herrlich überzogen angelegt und durch die Selbstironie wird dieser Schwachsinn schon wieder erträglich. Auch die dynamisch eingefangenen Autostunts können sich heute noch sehen lassen und gaben seinerzeit einen Vorgeschmack auf das, was einige Jahre später mit „Alarm für Cobra 11 – Die Autobahnpolizei“ bei RTL in Serie gehen sollte.“

## Fortsetzung
Im Jahr 2008 wurden erstmals Gerüchte um einen zweiten Teil mit dem Titel Manta Manta 2 laut. 2010 wurde erstmals offiziell erwähnt, dass man daran arbeite. Es tauchte ein Releasedatum zum 11. November 2010 in diversen Kinofilmdatenbanken auf. Mit dem Tod des Produzenten Bernd Eichinger im Januar 2011 wurde jedoch auch das Projekt Manta, Manta 2 eingefroren. Im Juli 2015 wurde spekuliert, dass zum 25. Jubiläum des ersten Teils die Fortsetzung Manta Manta 2 in die Kinos kommen soll, was allerdings letztlich nicht der Fall war. Die damaligen Hauptdarsteller zeigten großes Interesse an einer Fortsetzung. 2018 deutete Til Schweiger in einem Interview nochmals Interesse an einer Fortsetzung an, die zeigen soll, was aus den Figuren Jahrzehnte später wurde. Allerdings lägen die Filmrechte für eine Fortsetzung bei Constantin Film und er sei bei Warner Brothers unter Vertrag, weshalb Constantin von sich aus das Drehbuch entwickeln müsste. Sein Vorschlag, Constantin Film die Filmrechte abzukaufen, sei abgelehnt worden. 2019 teilte Constantin Film mit, man arbeite „seit geraumer Zeit an einem Konzept und Drehbuch für einen zweiten Teil“. Am 23. Mai 2022 wurde Manta Manta 2 offiziell bestätigt und im Juni 2022 mit den Dreharbeiten begonnen. Am 30. März 2023 kam der Film in die Kinos.